# 6901 Roybishop
A 6901 Roybishop (ideiglenes jelöléssel 1989 PA) egy kisbolygó a Naprendszerben. Carolyn Shoemaker és Eugene Merle Shoemaker fedezte fel 1989. augusztus 2-án.